# Andratx

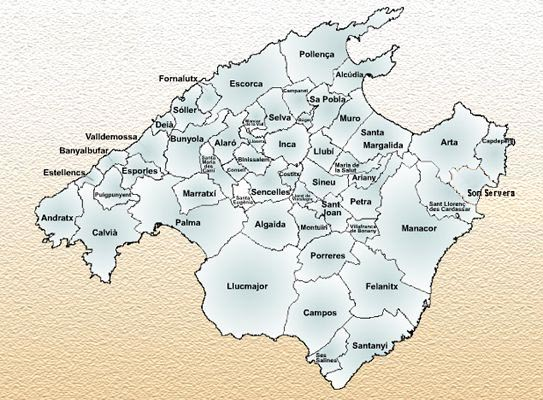
Andratx ở phía tây nam

Andratx là một đô thị trên đảo Mallorca, thuộc quần đảo Baleares, Tây Ban Nha.

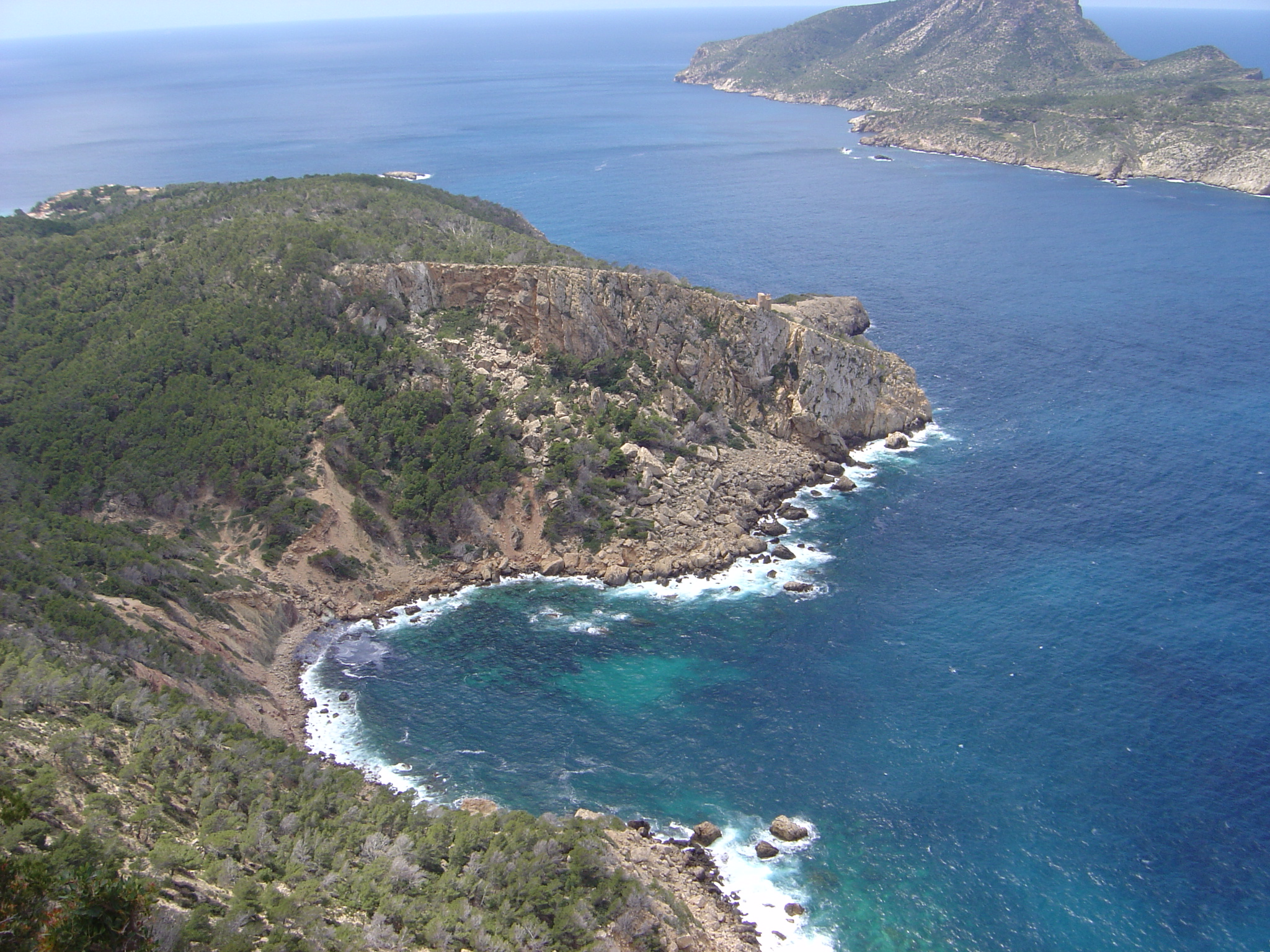

## Dân số
| 1900  | 1910  | 1920  | 1930  | 1940  | 1950  | 1960  | 1970  | 1981  | 1991  | 2001  | 2005  | 2007   |
| ----- | ----- | ----- | ----- | ----- | ----- | ----- | ----- | ----- | ----- | ----- | ----- | ------ |
| 6.516 | 6.262 | 6.113 | 5.778 | 5.077 | 3.768 | 4.113 | 6.043 | 6.336 | 6.869 | 9.034 | 9.906 | 10.939 |

## Lâu đài Andratx

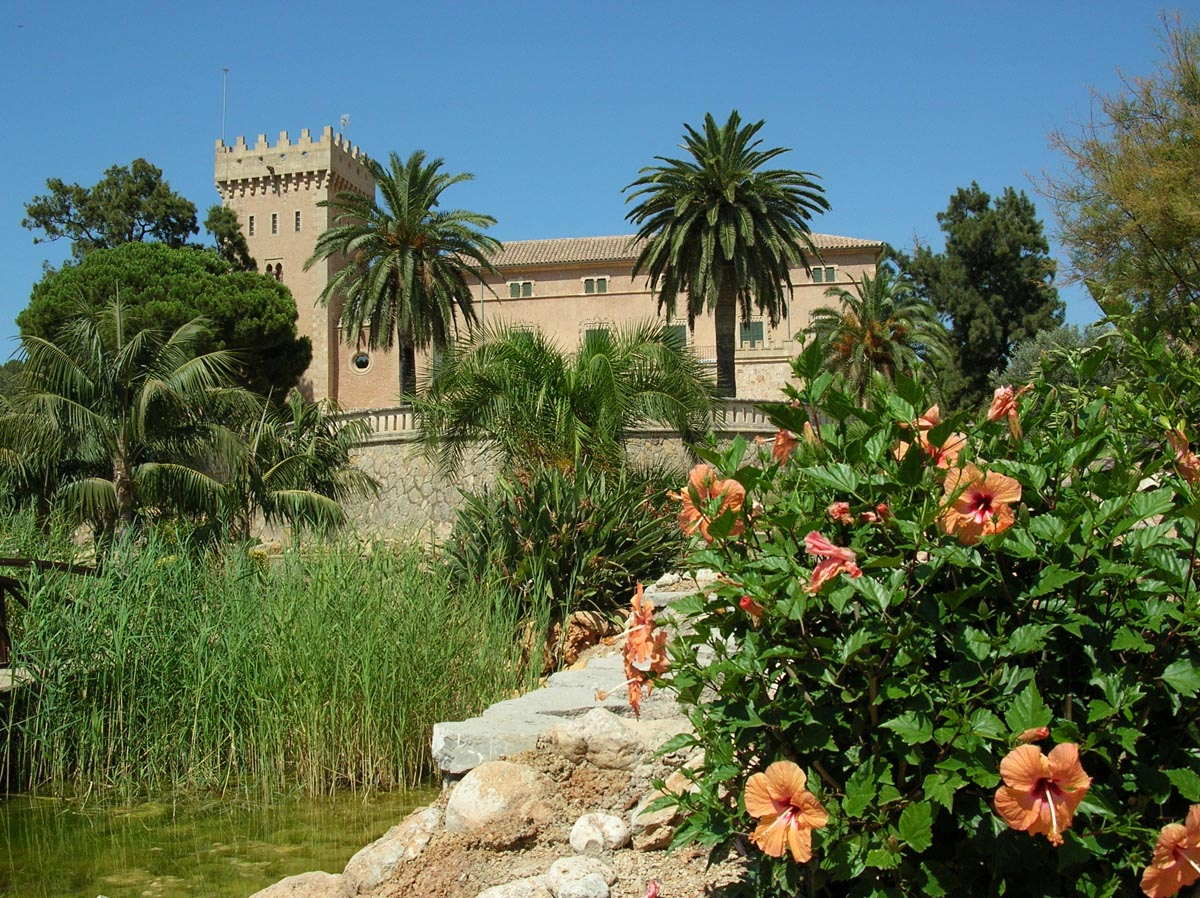
Lâu đài Andratx

Andratx có một lâu đài.